# Hada wittmeri
Hada wittmeri là một loài bướm đêm trong họ Noctuidae.